# Романовы (алмаз)
Рома́новы — уникальный алмаз в 179 карат, найденный в кимберлитовой трубке «Нюрбинская» в 2015 году.

## Описание
Алмаз получил имя в честь царской династии Романовых.
Алмаз добыт 9 октября 2015 года на кимберлитовой трубке «Нюрбинская». Алмаз ювелирного качества. Масса кристалла 179 карат.
Из алмаза были изготовлены пять бриллиантов, которые объединены в коллекцию «Династия» (The Dynasty). Огранкой бриллиантов занимались на предприятии «Бриллианты АЛРОСА» на протяжении полутора лет.
Бриллианты получили названия в честь фамильных династий Российской империи, которые оказали наибольшее влияние на развитие ювелирного дела в России. Центральный бриллиант коллекции получил название «Династия» (51,38 кар). Так называемая орбита крупнейшего камня состоит из четырёх бриллиантов: «Шереметевы» (16,67 кар), «Орловы» (5,05 кар), «Воронцовы» (1,73 кар) и «Юсуповы» (1,39 кар).
Вся коллекция прошла сертификацию в Геммологическом институте Америки (GIA) и получила подтверждение своих уникальных характеристик.
В течение 2017 года прошли показы коллекции «Династия» в Санкт-Петербурге, Гонконге, Рамат-Гане и Нью-Йорке для зарегистрированных участников аукциона.
В ноябре 2017 года АЛРОСА организовала онлайн-аукцион по продаже коллекции «Династия», на котором бриллианты выставлялись по отдельности. На торгах зарегистрировалось более 130 участников, включая компании и частных клиентов. Аукцион завершен продажей четырёх камней со средним превышением стартовых цен на 30 %. Бриллиант «Династия» был снят с продажи из-за того, что ни один покупатель не смог предложить за него достойную цену.

### «Династия»
«Династия» — самый крупный и чистый бриллиант, огранённый за всю историю ювелирного дела России. Бриллиант круглой огранки Triple Excellent, с характеристиками цвета D и чистоты VVS1, — вершина мастерства русских огранщиков. Масса бриллианта 51,38 карата.
Название коллекции и его главного камня связано с намерением «АЛРОСА» возродить традиции известных русских ювелиров, идущие со времен появления в России первой гранильной фабрики при Петре I в начале XVIII века.
В августе 2018 года бриллиант «Династия» был приобретён компанией Mouawad. Как сообщил генеральный директор АЛРОСА Сергей Иванов, общая выручка от продажи коллекции составила около 10 млн USD.
После приобретения бриллиант был дополнительно огранён и отполирован мастерами Mouawad с сохранением пропорций. В результате бриллианту массой 51,03 карата было дано новое имя — Mouawad Dynasty. Фред Муавад заказал ювелирному дизайнеру и художнику Рине Ахлувалия (Reena Ahluwalia) изобразить бриллиант Mouawad Dynasty. Рина также нарисовала неогранённый алмаз «Романовы».

### Бриллианты орбиты
Стоимость и покупатели всех камней не разглашаются по соглашениям сторон.
«Шереметевы» — бриллиант круглой огранки массой 16,67 карата, второй по величине бриллиант в коллекции, назван в честь рода Шереметевых.
«Орловы» — Овальный бриллиант массой 5,05 карата, названный в честь рода Орловых.
«Воронцовы» — бриллиант грушевидной огранки массой 1,73 карата, названный в честь рода Воронцовых.
«Юсуповы» — бриллиант массой 1,39 карата, названный в честь рода Юсуповых.